# Loi du 24 juillet 1867 sur les sociétés commerciales
La Loi du 24 juillet 1867 sur les sociétés commerciales est considérée comme l'un des premiers fondements du capitalisme français, lui permettant de se développer sous forme de sociétés anonymes. C'est le premier texte de loi qui rend obligatoire la publication de comptes annuels et leur vérification par des experts étrangers à l’entreprise.

## Histoire
Dans la seconde partie du XIXe siècle, marqué par l'expansion du capitalisme, les entreprises commerciales ont pris l'habitude de publier des comptes certifiés, pour rassurer les investisseurs et pouvoir réaliser plus facilement des augmentations de capital en Bourse. Le mouvement se dessina d’abord en Grande-Bretagne d’où il gagna les États-Unis, l’Allemagne puis la France où la nouvelle loi n'a cependant pas été insérée dans le code du commerce, qui datait de 1807. 
Avant cette loi de 1867, la constitution de sociétés anonymes était soumise à autorisation du gouvernement qui n'était accordée qu'à de très grandes entreprises faisant appel à l'épargne publique telles que les Compagnies de chemins de fer.
La loi du 24 juillet 1867 a institué pour les sociétés anonymes l'obligation de nommer un ou plusieurs commissaires, désigné par l'assemblée générale des actionnaires, chargés d’examiner les comptes de l'entreprise et de rédiger un rapport. Mais souvent, leur rapport était une simple forme acquiescement donnée sans contrôle réel de la situation économique et financière de l'entreprise, ce qui a nécessité le vote d'une nouvelle loi en 1935, puis de la loi du 24 juillet 1966, définissant mieux le Contrat de société en droit français.